# Ambazonie
Ambazonie (také Ambazonia, Ambazania, Jižní Kamerun, Západní Kamerun) je území na západě Kamerunské republiky, obývané převážně anglicky mluvícími kmeny Bamumů, Bakweriů, Ekojů a dalších, které požadují autonomii nebo nezávislost. Název území je odvozen od zátoky Ambas Bay. Ambazonie má 43 000 km2, počet obyvatel se odhaduje na šest milionů.

## Historie
Po první světové válce, když se rozpadla koloniální říše císařského Německa, obsadili Britové jako mandátní území Společnosti národů severozápad Kamerunu (zbytek připadl Francii). Tento útvar byl rozdělen na Severní Kamerun a Jižní Kamerun (proto byl oficiální název British Cameroons, tedy dva Kameruny). Proces přechodu afrických zemí k nezávislosti vedl 12. února 1961 k vyhlášení referenda o dalším osudu této kolonie – severní, převážně muslimská část zvolila připojení k Nigérii, kdežto jih, většinou obydlený křesťany, vytvořil na základě tzv. Foumbanských dohod v říjnu 1961 federaci společně s bývalým Francouzským Kamerunem (tehdy už rok samostatným). Anglicky hovořící obyvatelé se tak stali menšinou, která si stěžovala na diskriminaci ze strany režimu frankofonního prezidenta Ahidja. V roce 1972 byla vyhlášená nová ústava, která změnila Kamerun na unitární stát. To se potvrdilo změnou vlajky v roce 1975, na níž se místo dvou hvězd objevila jediná (zvaná "hvězda jednoty"). V roce 1984 bylo z oficiálního názvu státu Sjednocená republika Kamerun vypuštěno slovo "sjednocená". To spolu s praxí dosazovat jako guvernéry v Ambazonii francouzsky hovořící prezidentovy soukmenovce vedlo k protestům, do jejichž čela se postavil Fon Gordji-Dinka (fon je tradiční titul místního náčelníka) a jeho Kamerunské anglofonní hnutí (CAM). Narůstající konflikty vyvrcholily v roce 1999 vyhlášením nezávislé Ambazonské republiky. Vláda odpověděla represí, separatistické hnutí Národní rada Jižního Kamerunu (SCNC) se přesunulo do exilu, v roce 2005 vstoupilo do Organizace nezastoupených států a národů. V současnosti má centrální vláda situaci pod kontrolou, vývoj v Jižním Súdánu je však povzbuzením pro všechny snahy o změny hranic v Africe.

## Symboly

### Vlajka

Vlajka Federativní republiky Jižního Kamerunu/Ambazonie
Poměr stran: 2:3

Vlajka Ambazonie, přijatá roku 1999, má devět vodorovných pruhů (pět modrých a čtyři bílé), v levém horním rohu je modré karé s bílou holubicí, obklopenou kruhem ze dvanácti zlatých hvězd.

## Geografie
Ambazonie se táhne jako úzký pás podél kamerunských hranic s Nigérií, od pobřeží Biaferského zálivu k severovýchodu do tzv. Travnatého území. Tvoří ji současné kamerunské provincie Severozápad a Jihozápad. Hlavním městem je Buéa s přibližně 100 000 obyvateli. Na území Ambazonie se nachází Kamerunská hora (4095 m n. m.), jedna z nejvyšších hor Afriky. Pro území se dříve používal název Západní Kamerun (např. Kapesní atlas světa, Praha 1977 – i když tehdy už byla západokamerunská autonomie fakticky zrušena), dnes trvá separatistické hnutí na názvu Jižní Kamerun, což odkazuje na jižní část bývalého Britského Kamerunu.

## Bakassi
Exilová vláda Ambazonie vznáší také nárok na sporné území Bakassi – poloostrov s velkými zásobami ropy, který mezinárodní arbitráž v roce 2008 přiřkla Kamerunu, ale většina jeho obyvatel má nigerijské občanství.